# Усть-Сосново
Усть-Сосново — село в Топкинском районе Кемеровской области. Входит в состав Усть-Сосновского сельского поселения. В 1924—1929 годах было центром Усть-Сосновского района.

## География
Центральная часть населённого пункта расположена на высоте 160 метров над уровнем моря.

## Население
По данным Всероссийской переписи населения 2010 года, в селе Усть-Сосново проживает 572 человека (257 мужчин, 315 женщин).